# Ангальт-Дессауське князівство
Ангальт-Дессауське князівство (нім. Fürstentum Anhalt-Dessau) — князівство Священної Римської імперії. Було створене в 1396 році під управлінням дому Асканіїв після поділу Ангальт-Цербстського князівства. В 1807 році підняте до статусу герцогства. З 1815 року в складі Німецького союзу. У 1863 році об'єдналося у відновленому Ангальтському герцогстві. Столицею держави був Дессау в сучасній землі Саксонія-Ангальт.

## Історія

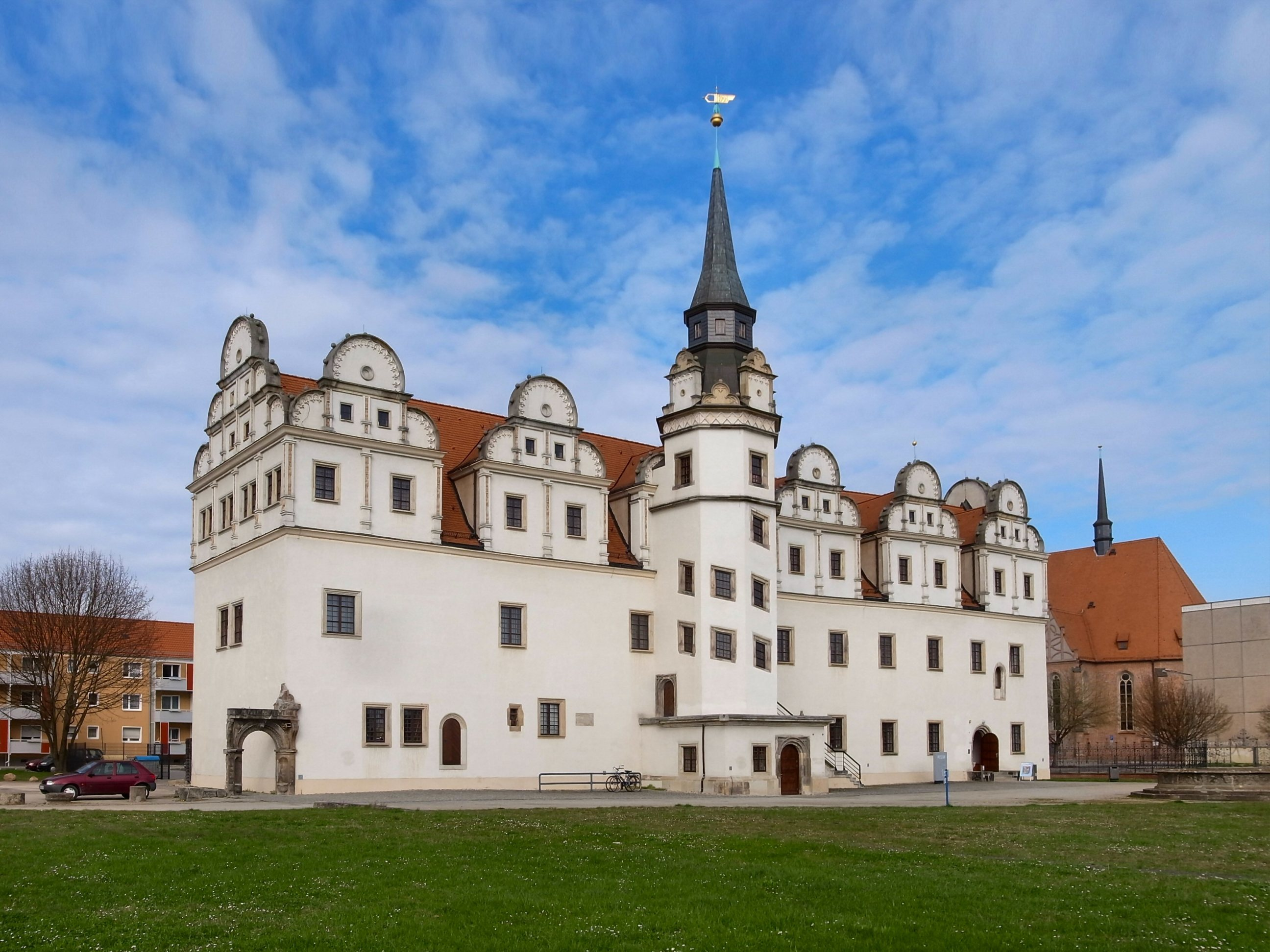
Йоганнбау, збережене західне крило палацу Дессау

Ангальтське князівство виникло в 1212 році під керівництвом першого правителя Генріха I, сина саксонського герцога Бернхарда III. Князівство, назване на честь замку Ангальт, резиденції предків династії Асканій поблизу Гарцгероде, зазнало низки поділів протягом свого багатовікового існування.

Ангальт після поділу між синами Генріха I, 1259

У 1252 році територія Ангальту була розділена між синами принца Генріха I на Ангальт-Ашерслебенське, Ангальт-Бернбурзьке і Ангальт-Цербстське князівства. У ході поділу принц Зігфрід I, молодший син Генріха I, отримав землі навколо Кетена, Дессау і Цербста. Його син і наступник принц Альберт I зайняв свою резиденцію в замку Кетен у 1295 році. У 1396 році вцілілі сини князя Яна II Ангальт-Цербстського знову поділили свою спадщину. Старший Сигізмунд I став князем Ангальт-Дессау і осів у Дессау, а його молодший брат Альберт IV продовжував правити як князь Ангальт-Кетена.
Після смерті сина Сигізмунда, князя Георга I Ангальт-Дессауського в 1474 році, князівство було знову розділене з Ангальт-Кетеном. Ангальт-Дессау було поділено вдруге в 1544 році, коли були створені Ангальт-Цербст і Ангальт-Плецкау. З 1561 по 1603 рік Ангальт-Дессауське князівство перебувало під владою князя Ангальт-Цербстського, а в 1603 році Ангальт-Дессау було відтворено, отримавши статус герцогства в 1807 році.
Ангальт-Кетенська династія вимерла після смерті останнього герцога 23 листопада 1847 року, а його території були об'єднані з Ангальт-Дессау за патентом від 22 травня 1853 року. Після смерті останнього герцога Ангальт-Бернбурзького 19 серпня 1863 року всі землі Ангальту перейшли під владу герцога Ангальт-Дессауського, який потім прийняв новий титул герцога Ангальтського у новоствореному Ангальтському герцогстві.

## Правителі Ангальт-Дессау

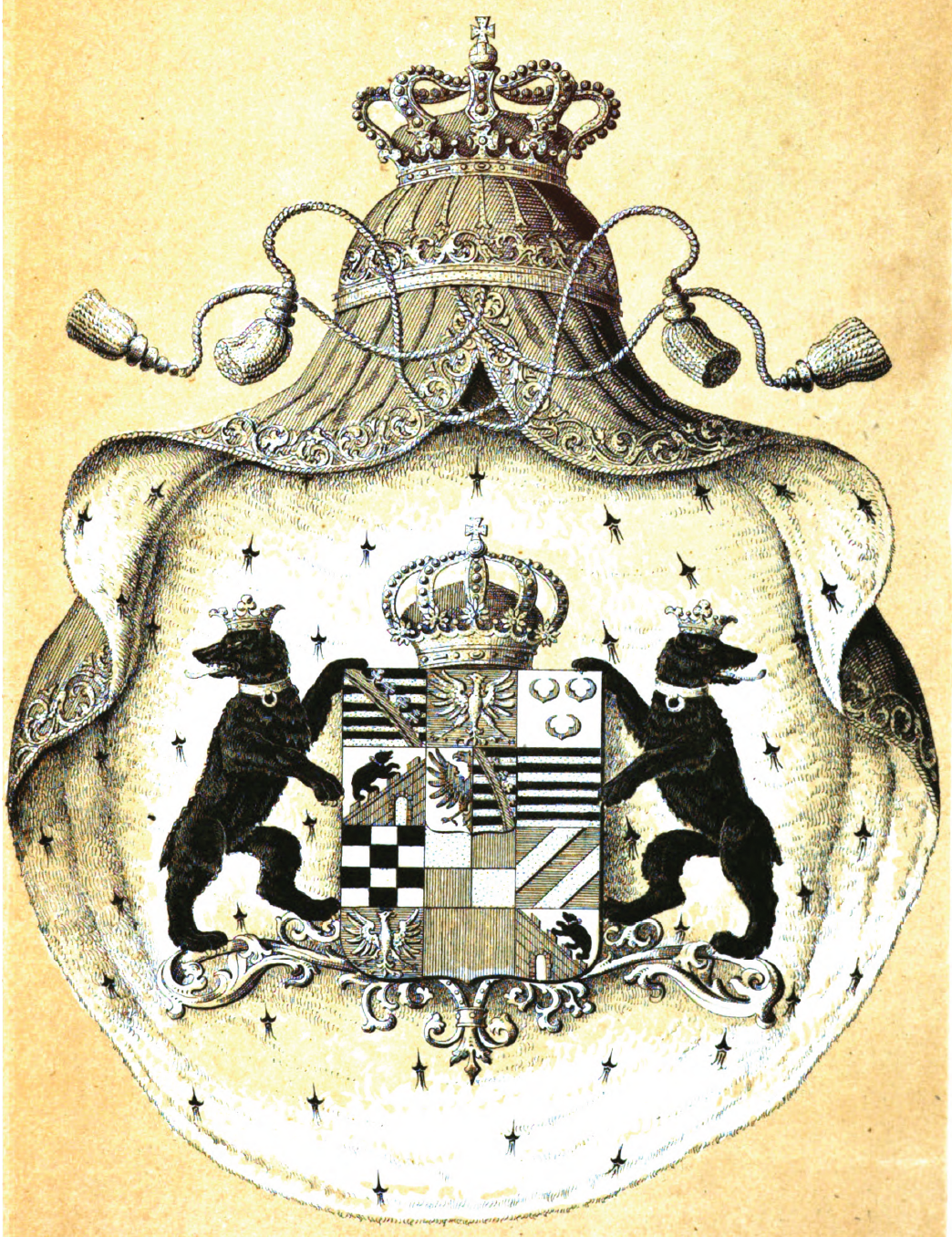
Герб Ангальт-Дессау-Кетена згідно з Гербовником Зібмахера

### Князі (1396—1561)
- Сигізмунд І 1396—1405
- Георгій I 1405—1474
  - Вальдемар IV 1405—1417 (співправитель)
  - Сигізмунд II 1405—1452 (співправитель)
  - Альберт V 1405—1469 (співправитель)
- Ернест I 1474—1516
  - Георг II 1474—1509 (співправитель)
  - Сигізмунд III 1474—1487 (співправитель)
  - Рудольф IV 1474—1510 (співправитель)
- Йоаким I 1516—1561
  - Іоанн V 1516—1544 (співправитель)
  - Георг III 1516—1544 (співправитель)

### Князі (1603—1807)
- Іоанн Георг I 1603—1618
- Ян Казимир 1618—1660
- Іоанн Георг II 1660—1693
- Леопольд I 1693—1747
  - Генрієтта Катерина Нассауська, регент 1693—1697
- Леопольд II 1747—1751
- Леопольд III 1751—1807
  - Принц Дітріх, регент 1751—1758

У 1807 році підняте до герцогства.

### Герцоги (1807—1863)
- Леопольд III 1807—1817
- Леопольд IV 1817—1863

Перетворене в Ангальтське герцогство у 1863 році.